# Plinthograptis
Plinthograptis (Razowski, 1981) è un genere di falene appartenente alla famiglia Tortricidae. Si trova in Africa e specialmente in Nigeria.

## Specie
- Plinthograptis clostos Razowksi, 1990
- Plinthograptis clyster Razowski, 1990
- Plinthograptis ebogana Razowski, 2005
- Plinthograptis iitae Razowski, 2013
- Plinthograptis pleroma Razowski, 1981
- Plinthograptis rhytisma Razowski, 1981
- Plinthograptis seladonia Razowski, 1981
- Plinthograptis sipalia Razowski, 1981